# علي جانبولاد
علي جانبولاد باشا. كان زعيمًا للقبائل الكردية في كلس وحاكمًا عثمانيًا متمردًا في حلب. سيطر على مساحات واسعة من سوريا ما بين سنتي  1606-1607م أثناء تمرده الذي انطلق للانتقام من إعدام عمه حسين جانبولاد. على يد القائد جيغالزاد سنان باشا في عام 1605م. واكتسب شعبية بين القبائل الكردية والتركمانية والعربية في شمال سوريا، وتوسع نفوذه ليشمل ولاء حكام ورؤساء سوريين محليين أبرزهم فخر الدين المعني، ومناطق نفوذه في جبل لبنان، إصافة إلى مناطق يوسف سيفا في إيالة طرابلس. شكل علي تحالفًا عسكريًا سريًا مع دوق توسكانا الأكبر ، فرديناند الأول ، بهدف تفكيك الإمبراطورية العثمانية وتأسيس عائلة جانبولاد بصفتها عائلة مالكة في عموم بلاد الشام. توفي في الأول من آذار مارس 1610م 
1. ↑  "DJANBULAT". Encyclopaedia of Islam, Second Edition. مؤرشف من الأصل في 2023-04-05. اطلع عليه بتاريخ 2023-04-05.

.